# Johnny Winter
John Dawson Winter III detto Johnny (Beaumont, 23 febbraio 1944 – Zurigo, 16 luglio 2014) è stato un chitarrista e cantante statunitense, di blues e rock.

## Biografia
Divenne celebre per il virtuoso uso della chitarra slide e per i suoi lunghi capelli bianchi: era infatti affetto da albinismo, al pari del fratello Edgar Winter. L'esordio discografico avvenne nel 1968 con l'album omonimo in cui suonavano autentiche leggende (allora viventi) del blues: Willie Dixon al contrabbasso e Little Walter all'armonica (entrambi membri della storica formazione della Muddy Waters Band), Tommy Shannon al basso elettrico (futuro Double Trouble, la band di Stevie Ray Vaughan). Nel disco suonava anche il fratello.
Dopo la pubblicazione del successivo Second Winter del 1969, Johnny entrò nella Muddy Waters Band che nel biennio 1968-1970 aveva subito le gravi perdite di Little Walter e Otis Spann. Partecipò nel 1969 allo storico Festival di Woodstock, in cui suonò nove pezzi, tra cui una versione di Johnny B. Goode di Chuck Berry .
Venne trovato privo di vita nella sua stanza d'albergo vicino a Zurigo la sera del 16 luglio 2014. Aveva 70 anni. Due giorni prima aveva partecipato al Cahors Blues Festival in Francia. Le cause della morte non sono state rivelate. Nel settembre 2014 uscì il suo album postumo Step Back.

## Discografia

### Album studio
- 1968 - The Progressive Blues Experiment (Sonobeat Records)
- 1969 - Johnny Winter (Columbia Records)
- 1969 - Second Winter (Columbia Records)
- 1970 - Johnny Winter And (Columbia Records)
- 1973 - Still Alive and Well (Columbia Records)
- 1974 - Saints & Sinners (Columbia Records)
- 1974 - John Dawson Winter III (Blue Sky Records)
- 1977 - Nothin' but the Blues (Blue Sky Records)
- 1978 - White, Hot & Blue (Blue Sky Records)
- 1980 - Raisin' Cain (Blue Sky Records)
- 1984 - Guitar Slinger (Aligator Records)
- 1985 - Serious Business (Aligator Records)
- 1986 - 3rd Degree (Aligator Records)
- 1988 - The Winter of '88 (MCA Records)
- 1991 - Let Me In (Point Blank Records)
- 1992 - Hey, Where's Your Brother? (Point Blank Records)
- 2004 - I'm a Bluesman (Virgin Records)
- 2011 - Roots (Sonobeat Records)
- 2014 - Step Back (Megaforce Records)

### Album live
- 1971 - Live Johnny Winter And (Columbia Records)
- 1976 - Captured Live! (Blue Sky Records)
- 1976 - Together (Blue Sky Records) con Edgar Winter
- 1998 - Live in NYC '97 (Virgin Records)
- 2009 - The Woodstock Experience (Sony/Legacy Records)
- 2010 - Live at the Fillmore East 10/3/70 (Collectors Records)
- 2011 - Rockpalast: Blues Rock Legends Vol.3 (MIG Records)

### Raccolte
- 1992 - Scorchin' Blues (Legacy Records)
- 1999 - White Gold Blues (Akarma Records)